# Gyrinophagus cychreus
Gyrinophagus cychreus är en stekelart som först beskrevs av Walker 1850.  Gyrinophagus cychreus ingår i släktet Gyrinophagus och familjen puppglanssteklar. Inga underarter finns listade i Catalogue of Life.